# Jagrehnia sordida
Jagrehnia sordida är en kackerlacksart som först beskrevs av Robert Walter Campbell Shelford 1908.  Jagrehnia sordida ingår i släktet Jagrehnia och familjen jättekackerlackor.
Artens utbredningsområde är Kamerun. Inga underarter finns listade i Catalogue of Life.